# Waldo, Alabama
Waldo là một thị trấn thuộc quận Talladega, bang Alabama, Hoa Kỳ. Dân số năm 2009 là 276 người, mật độ đạt 38 người/km².